# Tissa Balasuriya
Tissa Balasuriya foi um padre da Congregação dos Oblatos de Maria Imaculada, um teólogo que foi censurado pela Congregação para a Doutrina da Fé, que faleceu no dia 17 de janeiro de 2013, aos 89 anos de idade, em Colombo (Sri Lanka). Foi um crítico incisivo das iniquidades do sistema capitalista global e procurou reconciliar os ensinamentos libertadores de Cristo com a busca de justiça social no mundo inteiro. 

## Primeiros anos
Tissa Balasuriya nasceu no dia 29 de agosto de 1924, em Kahatagasdigiliya, na periferia da cidade de Anuradhapura no Sri Lanka. Seus pais, entretanto, eram de Andiambalama, no distrito de Negombo, e, por isso, Tissa teve sua primeira formação no Maris Stella College, em Negombo, antes de ir a Jaffna, onde estudou no St. Patrick’s College. Concluiu sua formação secundária no St. Joseph’s College, em Colombo, onde ingressou no curso de economia na Universidade do Ceilão aos 17 anos. Depois de se formar em 1945 e ganhar a Medalha de Ouro Khan, entrou no noviciado da Congregação dos Oblatos no mesmo ano e foi ordenado sacerdote em Roma, em 1949. Na Europa, obteve a licenciatura em Filosofia e Teologia na Universidade Gregoriana em Roma, e iniciou estudos de pós-graduação em Economia Agrícola na Universidade de Oxford.
Balasuriya ficou insatisfeito com a maneira como o capitalismo era exaltado pelo establishment acadêmico em Oxford, e, por isso, decidiu mudar de curso e foi à Paris estudar no Instituto Católico e na Faculdade de Sociologia da Universidade de Paris.
Após o retorno ao Sri Lanka, em 1953, Balasuriya começou a lecionar teologia e economia na Aquinas University College, em Colombo. Com 29 anos, ele foi nomeado secretário acadêmico do Pe. Peter Pillai naquela instituição, da qual, em 1964, após a morte do Pe. Pillai, se tornou reitor. Como reitor, ampliou o alcance do currículo e introduziu cursos em tecnologia, administração de empresas, direito e agricultura. Muitos futuros políticos e jornalistas, como Gamini Dissanayake, Vasudeva Nanayakkara e Lucien Rajakarunanayake, estudaram na Aquinas University College durante esse período. Balasuriya dizia que foi nos anos 60 que finalmente rompeu à filosofia aristotélica e à teologia tomista..
O Sri Lanka é uma ilha de maioria budista (69%), com uma forte minoria hindu (15% ) e uma consideráveis populações muçulmana (8%) e cristã (8%).
Para Balasuriya, esse contexto, exigia uma nova concepção teológica, portanto, em 1971, o ano da insurreição liderada pelo Janathā Vimukthi Peramuṇa, um partido marxista-leninista, Balasuriya pediu demissão da universidade e fundou o Center for Society and Religion (Centro de Sociedade e Religião), um experimento singular no estudo dos crescentes problemas sociais, econômicos e políticos do Sri Lanka. Quando de seu início o Centro estava abrigado modestamente no mesmo local em que estava no início de 2013, na Dean’s Road, em Maradana, e reuniu políticos, acadêmicos e estudantes de todas as correntes, mas com uma pronunciada inclinação radical, para discutir os problemas da época, com o objetivo de tornar os ensinamentos cristãos acessíveis aos concidadãos não católicos. Em 1975, fundou a Associação Ecumênica de Teólogos do Terceiro Mundo (EATWOT, na sigla em inglês) e, em 1978, publicou o seu livro "Eucharist and Human Liberation" (Eucaristia e libertação humana), que o colocou no rastro dos teólogos da libertação.

## Cristianismo do Terceiro Mundo
Na nova condição, Balasuriya adotou o hábito de andar com roupas comuns, esquivando-se da mística do sacerdócio, e procurou relacionar os ensinamentos de Cristo com as realidades da vida nas partes mais pobres do mundo, que se encontravam num contraste acentuado com a vida nos países ocidentais afluentes de onde o cristianismo tinha originalmente vindo para a Ásia, África e América Latina.
Balasuriya entendia que as potências ocidentais não eram apenas colonialistas e tinham explorado o Terceiro Mundo em termos econômicos e culturais, mas, também tinham projetado e propagado uma imagem de Cristo compatível com a de um "culto cavalheiro ocidentalizado". Os católicos teriam trazido à Ásia um Cristo como era entendido pelos europeus, enquanto que os protestantes teriam trazido uma versão anglo-saxã de Cristo. Além disso, ambos faziam parte do projeto colonialista ocidental, e a expansão ocidental seria tratada como "intervenção divina" para propagar o evangelho entre os pagãos nativos.
Portanto, seria necessário retornar aos evangelhos e interpretar Cristo em termos que se encontravam dentro deles, e não da maneira "conformista, domesticada e apolítica" em que ele tinha sido interpretado pela igreja estabelecida.
Isso levou, logicamente, a uma preocupação com as realidades políticas, econômicas e sociais circundantes, que incidem sobre qualquer religião em nossos tempos. Neste sentido, Balasuriya entendia que as abordagens ocidentais da teologia então praticadas pela igreja dominante não eram mais compatíveis com o nacionalismo budista emergente daquela época.
Essa era uma área delicada, pois, embora a crítica nacionalista budista da Igreja nem sempre fosse válida, a própria igreja pouco teria feito para mudar junto com as realidades da época e, por conseguinte, alimentaria essa crítica. Portanto, haveria a necessidade de dissipar esse isolamento da igreja em relação à corrente principal da vida nacional e sintonizá-la com as realidades políticas e culturais da época.

## Excomunhão
Em 1990, Balasuriya publicou o livro de "Mary and Human Liberation" (Maria e a libertação humana). Em decorrência de alg7umas ideias contidas em tal publicação, no início de 1993, lhe foi apresentado um documento, que invocava "medidas disciplinares para impedir" que Balasuriya "se comprometesse ainda mais com reflexões teológicas imaturas e irresponsáveis", no qual, Balasuriya foi culpado de interpretar de uma maneira errônea a doutrina do pecado original, de insinuar dúvidas sobre a divindade de Cristo e sobre o seu papel de redentor e sobre os dogmas marianos.
O teólogo respondeu às acusações, afirmando que as ideias contidas no seu livro foram distorcidas pela comissão teológica que formulou o documento acusatório, e que não lhe havia sido dada nenhuma possibilidade de se explicar, nem de responder publicamente.
Em julho de 1994, a Congregação para a Doutrina da Fé lhe enviou uma série de "observações" sobre os supostos erros doutrinais do seu livro (Maria e a libertação humana). Em resposta, Balasuriya elaborou um documento em 58 pontos em que destacou todas as deturpações do seu pensamento, cuja responsabilidade seria dos bispos que o acusavam.
Em novembro de 1995, Congregação para a Doutrina da Fé emitiu sua tréplica, na qual as suas respostas foram consideradas "insatisfatórias". Por esse motivo, foi-lhe enviada uma "profissão de fé" para que ele a assinasse. Tal profissão enfatizava particularmente a infalibilidade papal, a virgindade de Maria, a autoria dos livros bíblicos por Deus, além da origem divina (e não sociocultural) da interdição ao sacerdócio para as mulheres.
Balasuriya recusou-se a assinar tal documento, e preferiu assinar a profissão de fé de Paulo VI, especificando que o fazia no "contexto do desenvolvimento teológico e das práticas da Igreja depois do Concílio Vaticano II e da liberdade e responsabilidade dos cristãos e dos teólogos estabelecidas pelo direito canônico".
Em decorrência dessa recusa, em maio de 1996, lhe foi retirada da qualificação de teólogo católico, além de uma ação disciplinar com base no cânone 1.364 do Código de Direito Canônico, que prevê a excomunhão latae sententiae (automática) para hereges, apóstatas e cismáticos, assim como a dispensa do estado clerical, em caso de sacerdotes.
A sanção definitiva, foi divulgada em 8 de dezembro de 1996.
A sanção gerou reações adversas por parte do ramo cingalês  da Congregação dos Oblatos de Maria Imaculada, da Comissão Asiática para os Direitos Humanos, da Associação Ecumênica de Teólogos da Ásia, da [Associação Internacional de Teólogos do Terceiro Mundo]], do Fórum das Religiões para a Solidariedade Mundial e do Movimento de Estudantes Católicos da Ásia e do Pacífico. Também forram registradas manifestações de solidariedade à Balasuriya por parte de budistas e de hinduístas. No resto do mundo, puseram-se do lado do excomungado a seção belga da Associação de Teólogos Católicos e inúmeras organizações de leigos e de religiosos da América do Norte, da Austrália e da Europa. No mundo inteiro, mais de 10 mil cartas de solidariedade foram enviadas ao teólogo.
Balasuriya recorreu a João Paulo II, mas o recurso foi indeferido e a excomunhão se tornou efetiva e definitiva. Balasuriya apelou também para a Signatura Apostólica, o Supremo Tribunal do Vaticano, que se declarou incompetente para aceitar o recurso do teólogo, pois o próprio papa havia aprovado a notificação de excomunhão.
Nesse contexto, Balasuriya enviou à Congregação para a Doutrina da Fé uma nova proposta: assinar o Credo de Paulo VI, pura e simplesmente, sem nenhum acréscimo. Ao final, Roma retrocedeu e retirou a sanção, em janeiro de 1998, na véspera da realização do Sínodo para a Ásia .

### Causas da sanção
No livro "Mary and Human Liberation", o teólogo afirmou que a "Maria libertadora das Escrituras", a mulher "forte, da classe operária", cujo objetivo era derrubar os poderosos de seus tronos, foi ofuscada por uma "Maria desidratada", uma "obediente, fiel, doce virgem mãe". Uma Maria, em suma, tradicionalmente domesticada em uma "consoladora dos fracos dos nervos", que não tem mais nada de "perturbadora dos ricos" do Magnificat.

#### Diálogo inter-religioso
Por se tratar de um teólogo inserido em uma sociedade com pessoas de diferentes credos e na qual os cristãos são uma minoria, é relevante a contribuição de Balasuriya no campo do diálogo inter-religioso. No contexto em que vivia, o desafio era o de "repensar os dogmas fundamentais da tradição cristã" à luz do hinduísmo e do budismo, afirmava que: "Na Ásia devemos pôr em discussão as bases de uma teologia que feriu os nossos povos durante séculos".
Portanto, Balasuriya entendia que a ideia cristã de "uma humanidade que nasce repudiada pelo seu criador", com o seu esmagador senso de impotência (Maria teve que ser preservado do destino comum humano através da Imaculada Conceição), é inaceitável para as outras fés, assim como a ideia de que "gerações inteiras de outros continentes viveram e morreram com uma possibilidade a menos de se salvar", e, por isso, buscou uma nova interpretação para as doutrinas do pecado original e da necessidade da redenção pelo sacrifício de Jesus. 
Balasuriya criticava a ideia de Jesus como "único, universal e necessário redentor", pois o conceito da graça divina entendida como decorrente do sacrifício de Jesus, não deveria ser um obstáculo para o diálogo com pessoas de outras religiões teístas, já que a graça é vista como "benevolentemente concedida a todos os seres humanos".

#### Mariologia
O aspecto mais forte e "desestabilizador" para o Vaticano, contudo, era a consequência política da sua mariologia. A tradicional piedade mariana, segundo Balasuriya: "contribuiu para legitimar as diferenças de classe e de condição entre o Senhor e a consciência do fiel, entre Nossa Senhora e a mulher comum".
A partir desse ponto de vista, a prática de rezar o terço mecanicamente "pode dar a ideia de uma salvação das almas da perdição sem nenhuma referência a uma libertação humana integral", assim como a aparição de Lourdes "não disse nada sobre a condição da classe operária na França na época", e muito menos "alude aos danos causados na África pela expansão militar e econômica francesa. No entanto, quando Maria é apresentada aos habitantes do Sri Lanka, ela é chamada de 'Senhora das Vitórias' no conflito entre cristãos e turcos na Batalha de Lepanto".
E assim, com raras exceções, como Nossa Senhora de Guadalupe ou de Czestochowa, a Maria tradicional é uma "Maria do primeiro mundo do cristianismo, capitalista, patriarcal e colonialista".
Em sua opinião, a espiritualidade mariana tradicional reduziu a humanidade e maturidade de uma mulher que participou ativamente da vida e do ministério de Jesus e "ofereceu a vida de Jesus como sacrifício"”, concluindo que "é esse tipo de mulher que precisa ser central para a espiritualidade cristã".

#### Contra uma cristologia exclusivista
Segundo Balasuriya, a teologia tradicional cristã sobre Jesus Cristo, seria substancialmente exclusivista, pois ao sustentar que a salvação seria possível apenas mediante "Jesus Cristo, o necessário, único e universal salvador de toda a humanidade", limitaria a salvação aos cristãos. Balasuriya, também questionava o ensinamento da teologia tradicional cristã, que afirmava que "as outras religiões, embora possam apresentar alguns elementos de verdade, não mostram 'a verdade', nem mostram uma verdade capaz de levar os seus seguidores à salvação".
Balasuriya afirmava que a interpretação da vida, da mensagem e da morte de Jesus, entendido como um resgate pelos pecados da humanidade, em suma:
| “ | [...] desvia a atenção da mensagem de Jesus de amor e de justiça em uma sociedade injusta, que o condenou a morrer na cruz. Essa cristologia geralmente interpreta a salvação por meio de Jesus como a de um Deus-Homem que paga o preço pela ira de Deus-Pai. Isso parece contradizer o tema central do 'Deus é amor' e do 'ama a Deus e ao próximo' como critério de salvação atribuído ao Jesus dos Evangelhos. | ” |

Balasuriya sustentava que essa abordagem exclusiva, estaria na origem das aberrações "políticas" das quais foram responsáveis aqueles que administram o poder na Igreja, pois afirmou que:
| “ | As suas interpretações levaram a atitudes de profunda arrogância e intolerância das poderosas Igrejas cristãs, que foram utilizadas para legitimar a Inquisição, as invasões coloniais, o multissecular colonialismo. Os papas encorajaram os chefes de Estado europeus a invadir, conquistar e converter ao cristianismo todos os povos de outros continentes, para que se salvassem a alma. | ” |

Portanto: "a cristologia tradicional exclusivista não pode ser reconhecida como uma teologia que realmente tem a ver com Jesus Cristo, pelo dano causado à maioria da humanidade por 1.500 anos".
Balasuriya entendia que o fundamento dessa atitude estaria no dogma do pecado original, a partir do qual: "não há possibilidade para que a teologia cristã elabore uma interpretação que não ofenda os 'outros' que estão fora da Igreja, as outras religiões". Portanto, surgiria a necessidade de uma abordagem pluralista das religiões, já que nenhuma delas "tem o monopólio do conhecimento de Deus, da Realidade Última ou da salvação humana e da vida após a morte. Todas as religiões devem estar dispostas a aprender com as outras, a aprender até com a sociedade laica e até mesmo com a evolução do mundo e o seu progresso".
Portanto, propunha que se repensasse as religiões segundo uma lógica de complementaridade que substitua o espírito de competição. Segundo esse teólogo: "As religiões mundiais tem um conjunto de valores centrais sobre os quais podem concordar e cooperar para a vida social prática".

## Última contribuição
No início de 2012, foi publicada a última contribuição de Balasuriya, por meio da revista de teologia da Associação Ecumênica de Teólogos do Terceiro Mundo, na qual o teólogo retomou um capítulo de "Mary and Human Liberation" para examinar os pressupostos da teologia e chegar a uma distinção entre teologias positivas e negativas, que afirmava que:
| “ | Toda teologia que deriva autenticamente de Deus em Jesus deve ser amorosa, respeitosa e satisfatória para a humanidade de todos os lugares e de todos os tempos. Essa é a natureza do Deus de justiça e de amor revelado na fundamental (e melhor) inspiração da Bíblia, em particular por Jesus. Consequentemente, nenhum elemento que, em uma teologia, seja insultante, degradante, desumanizante e discriminante com relação à humanidade de todo tempo e lugar pode vir de Deus em Jesus. Qualquer elemento desse tipo é necessariamente como que uma intrusão injustificada e deve ser eliminado do corpo da teologia cristã. Como disse Jesus: 'Pelos seus frutos os conhecereis'. Frutos de ódio não podem vir a Jesus ou de Deus. Esse princípio pode levar à revisão de grande parte da construção tradicional da teologia cristã ocidental. | ” |

Em termos positivos, argumentava que:
| “ | a partir do momento em que todo bem vem de Deus, tudo o que produz verdadeiramente humanização em qualquer religião ou ideologia também é, em última análise, de origem divina e deve ser respeitado como tal. A partir do momento em que Deus quer a felicidade de todos, quanto mais uma teologia leve à plena realização humana de todas as pessoas e de todos os povos, mais ela se aproxima da fonte divina. Esse princípio de crítica é racional e ético. Ele nos ajuda a libertar as teologias cristãs de imagens divinas que, em contradição com o ensinamento de Jesus, apresentam Deus como intolerante, parcial e cruel ou promovem a desumanização e a exploração dos seres humanos. | ” |